# Rasputiza

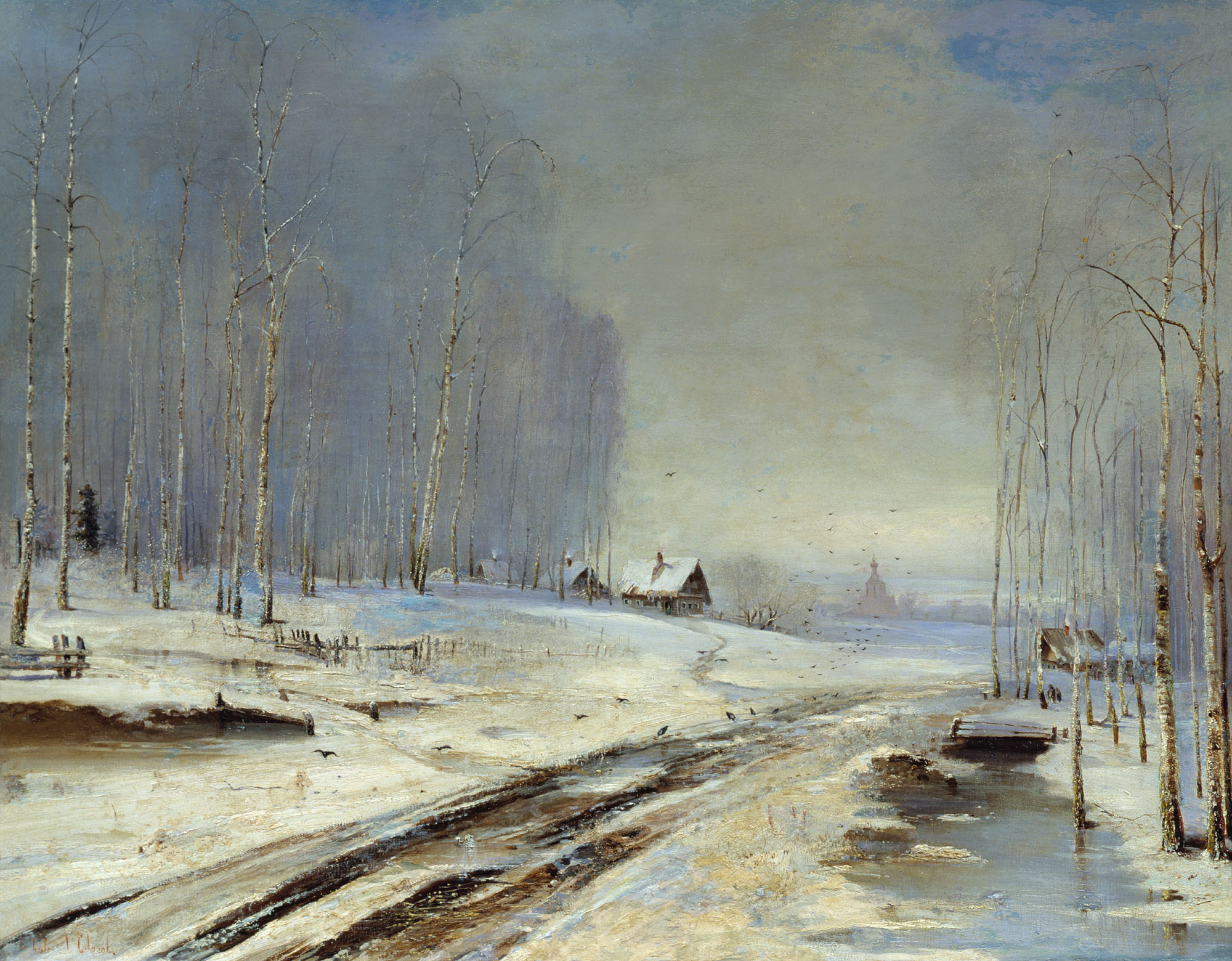
Rasputiza (Gemälde von Alexei Sawrassow, 1894)

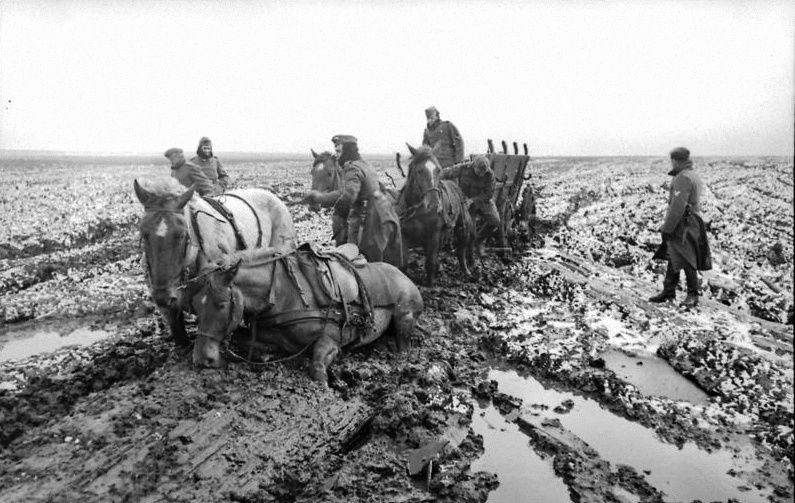
Sowjetunion (Kursk) – Pferdegespann der Wehrmacht in tiefem Schlamm eingesunken (März 1942)

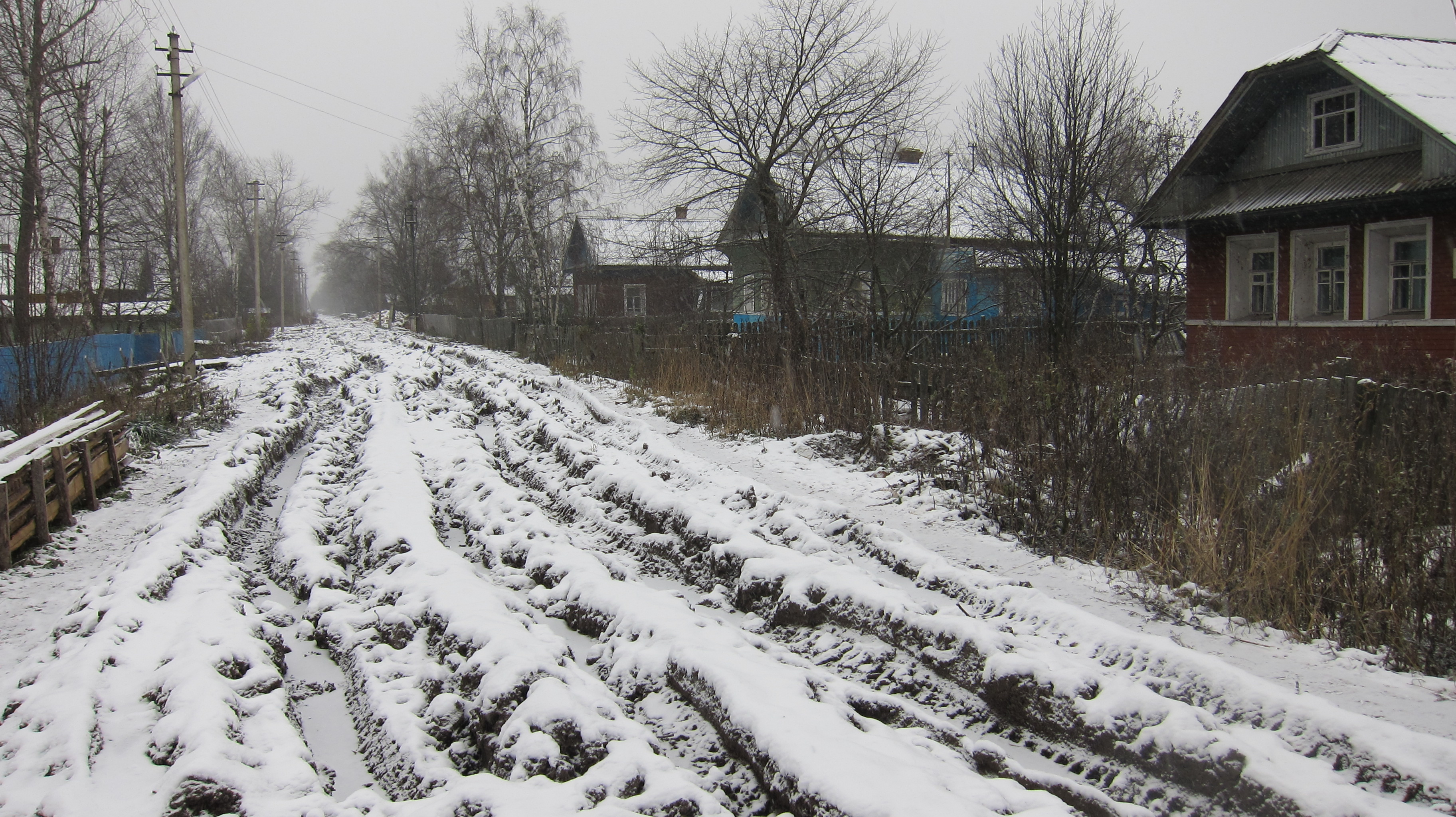
Dorfstraße in der Gemeinde Sokol, Oblast Wologda im Jahr 2012

Rasputiza (russisch распу́тица ‚Wegelosigkeit‘) ist die russische Bezeichnung für die Schlammzeit, Schlammperiode bzw. Regenzeit im Frühjahr und Herbst, in der weite Landschaften und unbefestigte Straßen im östlichen Europa (insbesondere Belarus, Russland und Ukraine) durch Schneeschmelze bzw. die Herbstregenfälle aufgrund der besonderen Geographie der Landschaft aufweichen und unbefahrbar werden.
In Russland wird die Rasputiza, die beiden Schlammzeiten, wie eine weitere Jahreszeit betrachtet. Dazwischen liegt die als „General Winter“ bezeichnete Winterzeit.

## Geographische Ursachen
Zwischen der sowjetischen Westgrenze von 1941 und den drei Städten St. Petersburg, Moskau und Kiew, welche in dieser Reihenfolge etwa 620 bzw.  750 km voneinander entfernt liegen, gibt es keine Bodenerhebung höher als 150 Meter. Die Wassermassen der Schneeschmelze und die der Herbstregenfälle können daher nicht rasch ab- und zusammenlaufen. Auch Hügel oder Berge, in denen je nach Gesteinsart Niederschläge in großen Mengen versickern können, um nach Zwischenspeicherung später aus Quellen wieder an Bäche abgegeben zu werden, gibt es nicht. Der Boden weicht folglich tief auf und wird grundlos.

## Zeiträume
Die Dauer der Rasputiza ist von Jahr zu Jahr verschieden. Als Richtwert kann im Frühjahr die Zeit von Mitte März bis Ende April und im Herbst die Zeit von Mitte Oktober bis Ende November genommen werden.

## Bedeutung im Krieg
Die beiden Schlammzeiten verhindern etwa für einen Monat jegliche Truppenbewegungen. Während des Zweiten Weltkrieges antwortete der sowjetische Befehlshaber der Woronesch-Front, Filipp Iwanowitsch Golikow, auf die Frage, ob die Aussicht bestünde, dass eine Gegenoffensive der Roten Armee die Dnjepr-Linie bis März 1943 erreichen könne: „Es sind 320 bis 370 km bis zum Dnjepr und 30 bis 35 Tage bis zur Frühjahrs-Rasputiza. Ziehen Sie Ihren eigenen Schluss daraus.“ Dieser musste lauten, dass die Schneeschmelze vor dem Abschluss der russischen Operation einsetzen und die Dnjepr-Linie zunächst in deutscher Hand bleiben würde.

### Napoleons Russlandfeldzug 1812
Bei Napoleons Russlandfeldzug 1812 wurde der Vormarsch der Grande Armée ab 22. Juni zwar durch Hitze, durch Russen verbrannte Erde, Versorgungsmängel und hygienische Missstände infolge der hohen Anzahl Truppen behindert, aber Moskau wurde im September besetzt. Die Besetzung brachte keine Kriegsentscheidung, ab Oktober musste der Rückzug angetreten werden, trotz Rasputiza. Nach vorübergehender Kälte hatte die außergewöhnliche Schlammzeit ab 17. November 1812 verheerende Auswirkungen auf die Mobilität der französischen Armee und ihrer Verbündeten, die auf ihrem Rückmarsch von Moskau vor den beiden größten natürlichen Hindernissen Dnjepr und Beresina stand. Nach gewöhnlicher Winterkälte begannen ab 17. November laue Südwestwinde zu wehen, die bis 27. November anhielten und Schnee und Eis zum Schmelzen brachten. Der Übergang über den Dnjepr erfolgte am 19./20. November, der über die Beresina am 27. bis 29. November 1812. Der Morast erschwerte das Fortkommen extrem und der schlüpfrige Boden der Steilhänge ließ viele Soldaten abrutschen und im Fluss umkommen. Extreme Minusgrade ab Ende November sorgten für weitere Verluste.

### Novemberaufstand
Die Rasputiza fesselte russische Truppen während des Novemberaufstands von 1830/31 mehr als einen Monat lang an die Umgebung Warschaus.

### Erster Weltkrieg
Im Ersten Weltkrieg war die Rasputiza bzw. der russische Winter, nachdem er mehrere Feldzüge an der Ostfront behindert hatte, in Deutschland Gegenstand von wissenschaftlichen Artikeln.

### Zweiter Weltkrieg
Im Deutsch-Sowjetischen Krieg wirkte sich die jahreszeitlich bedingte großflächige Sumpfbildung vor allem zum Nachteil der angreifenden Truppen der Wehrmacht aus, wobei sie auch sowjetische Gegenoffensiven wie die oben erwähnte von 1943 bremste. So dauerte die Schlammperiode im Frühjahr 1941 ungewöhnlich lange und verzögerte den deutschen Überfall auf die Sowjetunion um mehrere Wochen. Die vermatschten Wege und Straßen behinderten ab dem 13. Oktober 1941 beide Seiten in der Schlacht um Moskau. Den Hauptnachteil hatten aber die Angreifer, denn der Schlamm machte deren schnelles Vorrücken auf Moskau unmöglich. Hinzu kam, dass die Winterfröste, die den Boden ab 1. November wieder hart machen, ab 6. November ungewöhnlich streng wurden, worauf die Wehrmacht, die keine Winterkleidung beschafft hatte, nicht vorbereitet war.

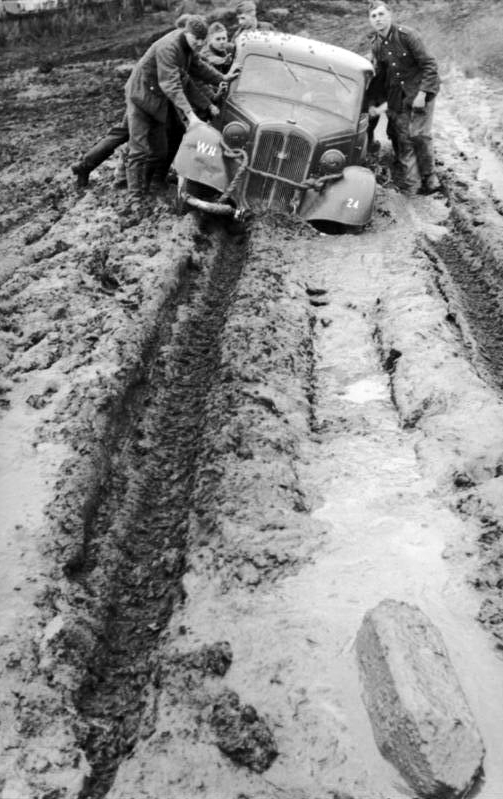
Wehrmachtsoldaten schieben an der Ostfront ein Auto aus dem Schlamm, Oktober 1941
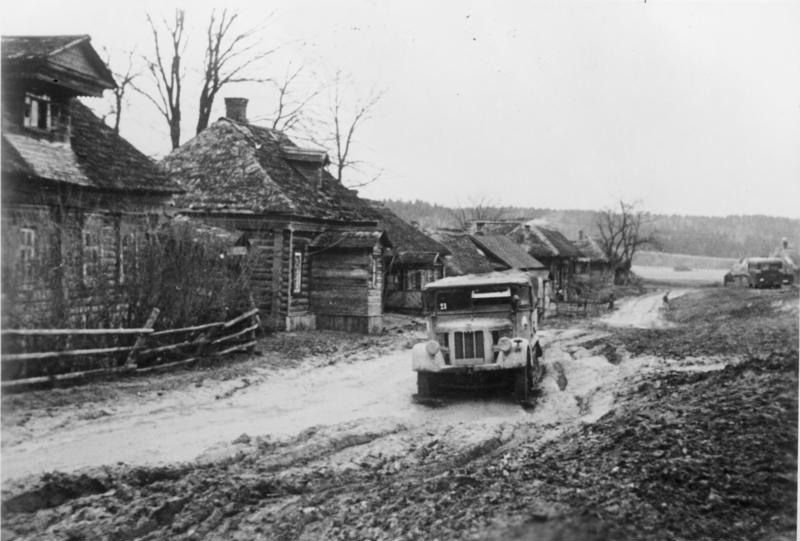
Dorfstraße vor Moskau, November 1941
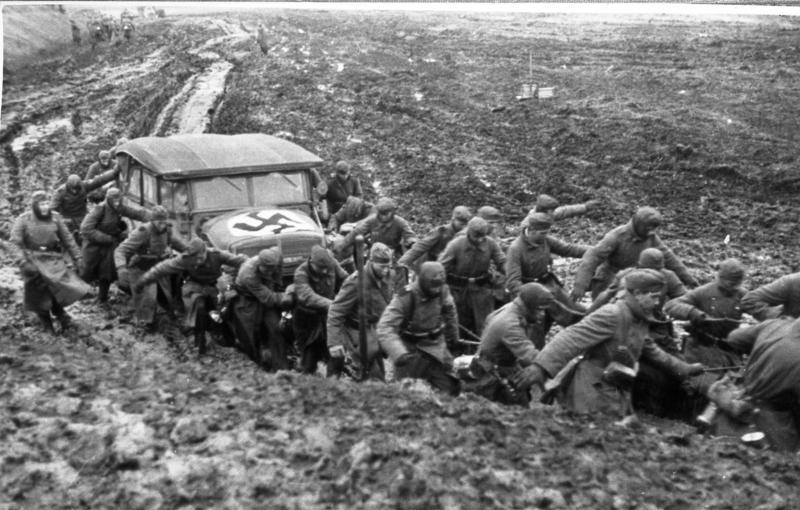
Wehrmachtsoldaten ziehen an der Ostfront ein Auto aus dem Schlamm, November 1941
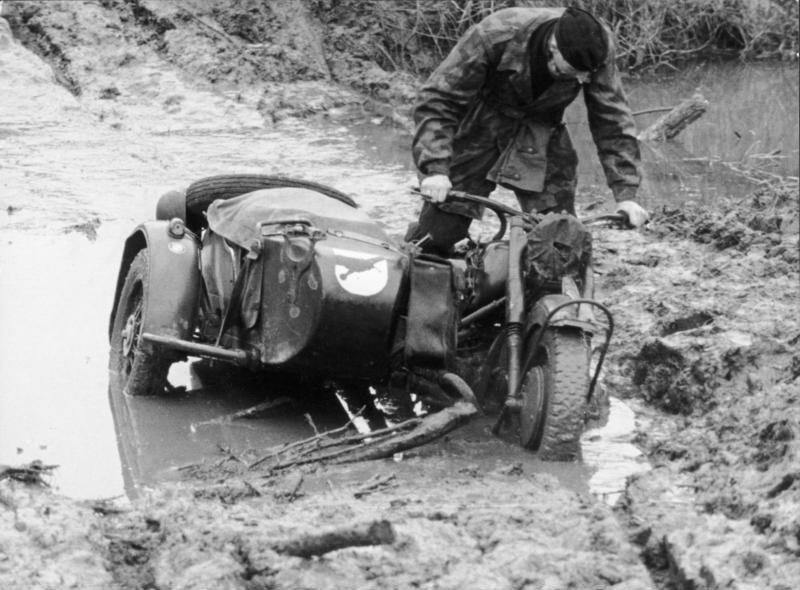
Russland, Motorrad im Schlamm, Frühjahr 1943
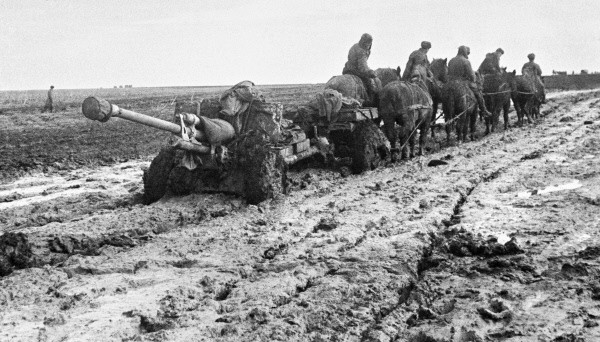
Sowjetisches Geschütz, Oktober 1942

### Russischer Überfall auf die Ukraine 2022

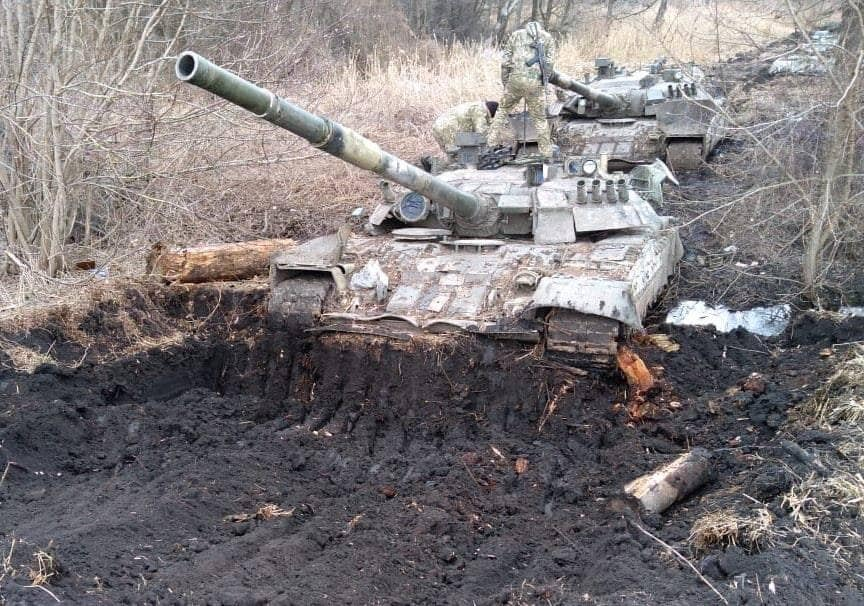
Russische Panzer in der Oblast Charkiw in der Ukraine, März 2022

Der russische Überfall auf die Ukraine zeichnete sich bereits Ende Januar 2022 ab, Mitte Februar wurde in westlichen Medien spekuliert, dass Tauwetter eine Invasion verhindern könnte. Da befestigte Straßen vorhanden sind, konnten russische Militärfahrzeuge auf diesen von Norden, Osten und Süden zwar tief in die Ukraine vorstoßen, aber kaum in die Breite ausschwärmen, wodurch sich Kolonnen von über 60 Kilometer Länge bildeten. Russische Panzer blieben vielerorts im Schlamm stecken, der Vormarsch der Bodentruppen wurde gehemmt. Weitere Probleme ergaben sich durch schlechte Wartung etwa bei Reifen, die sich aufgrund hohen Alters als spröde erwiesen, insbesondere wenn sie im Gelände mit niedrigem Luftdruck betrieben werden.

## Finnland
Im Finnischen wird der Zustand als kelirikko oder rospuutto bezeichnet.